# Brîlivka, Stavîșce
Brîlivka (în ucraineană Брилівка) este o comună în raionul Stavîșce, regiunea Kiev, Ucraina, formată numai din satul de reședință.

## Demografie
Componența lingvistică a comunei Brîlivka
     Ucraineană (99,88%)
     Alte limbi (0,12%)
Conform recensământului din 2001, majoritatea populației comunei Brîlivka era vorbitoare de ucraineană (99,88%), existând în minoritate și vorbitori de alte limbi.